# Бауэр, Фердинанд фон
Фердинанд фон Бауэр (нем. Ferdinand Freiherr von Bauer; 7 марта 1825 — 22 июля 1893) — австрийский и австро-венгерский военачальник, военный министр Австро-Венгрии в 1888—1893. Барон.

## Биография
В 1836 окончил Королевскую инженерную академию. С 1841 — лейтенант Инженерного корпуса, с 1848 — на военной службе, капитан. В 1849 участвовал в подавлении Венгерской революции; в 1859 в Австро-итало-французской войне. В 1866 принимал участие в Австро-прусско-итальянской войне на итальянском фронте, командир бригады.
В 1878—1881 служил военным комендантом Германштадта, затем (до 1888) — в качестве откомандированного генерала в Вене. С 1881 — фельдцейхмейстер.
С 16 марта 1888 — общеимперский военный министр. 22 июля 1893, находясь в должности, умер после скоротечной болезни. Похоронен в фамильном склепе в Лемберге.